# Pierre Dervaux
Pierre Dervaux (n. 3 ianuarie 1917, Juvisy-sur-Orge, departamentul Essonne, Franța - d. 20 februarie 1992, Marsilia) a fost un compozitor și dirijor de origine franceză.
Admis la Conservatorul din Paris încă de la vârsta de nouă ani, a studiat pianul (cu A. Ferté, Y. Nat, M Samuel-Rousseau) și compoziția. A fost timpanist în orchestra Concertelor Pasdeloup (Paris, 1934). Primește lecții de dirijor de orchestră de la Albert Wolf care îi permite să debuteze în 1945. Solicitat în 1947 să dirijeze Manon de Massenet la Opéra Comique, este numit ca dirijor principal în 1948 și, în 1956, primește aceeași funcție la Opéra de Paris, unde debutează cu Rigoletto. Dirijând alternativ repertoriul liric din cele două locații, va fi, printre altele, la pupitrul premierei operei Dialogues des  Carmélites de Francis Poulenc în Paris (1957). În timp ce deține funcția de președinte și dirijor șef de orchestră la Orchestra Concerts Colonne, celebră asociație simfonică pariziană, devine (chiar de la fondarea acesteia) director muzical al Orchestrei Filarmonice a Pays de la Loire (O.P.P.L., Angers-Nantes) pe care o prezidează și o organizează. Dirijează și la Montréal (Canada), la Orchestra Simfonică din Québec, precum și la Conservatorul din Québec. Strălucit interpret al muzicii franceze și, mai ales, al repertoriului său liric, pedagog renumit, predă de-a lungul anilor dirijarea orchestrei la Școala Normală de muzică din Paris și în 1990, fiind chemat de Yehudi Menuhin în sânul Fundației sale, creează sesiunile de Dirijare a orchestrei la Saumur (Maine-et-Loire), unde îi va avea ca elevi pe Camil Marinescu, Jérôme Devaux, Pierre-Louis Godeberge și Michel Barruol.